# Theo Siegle

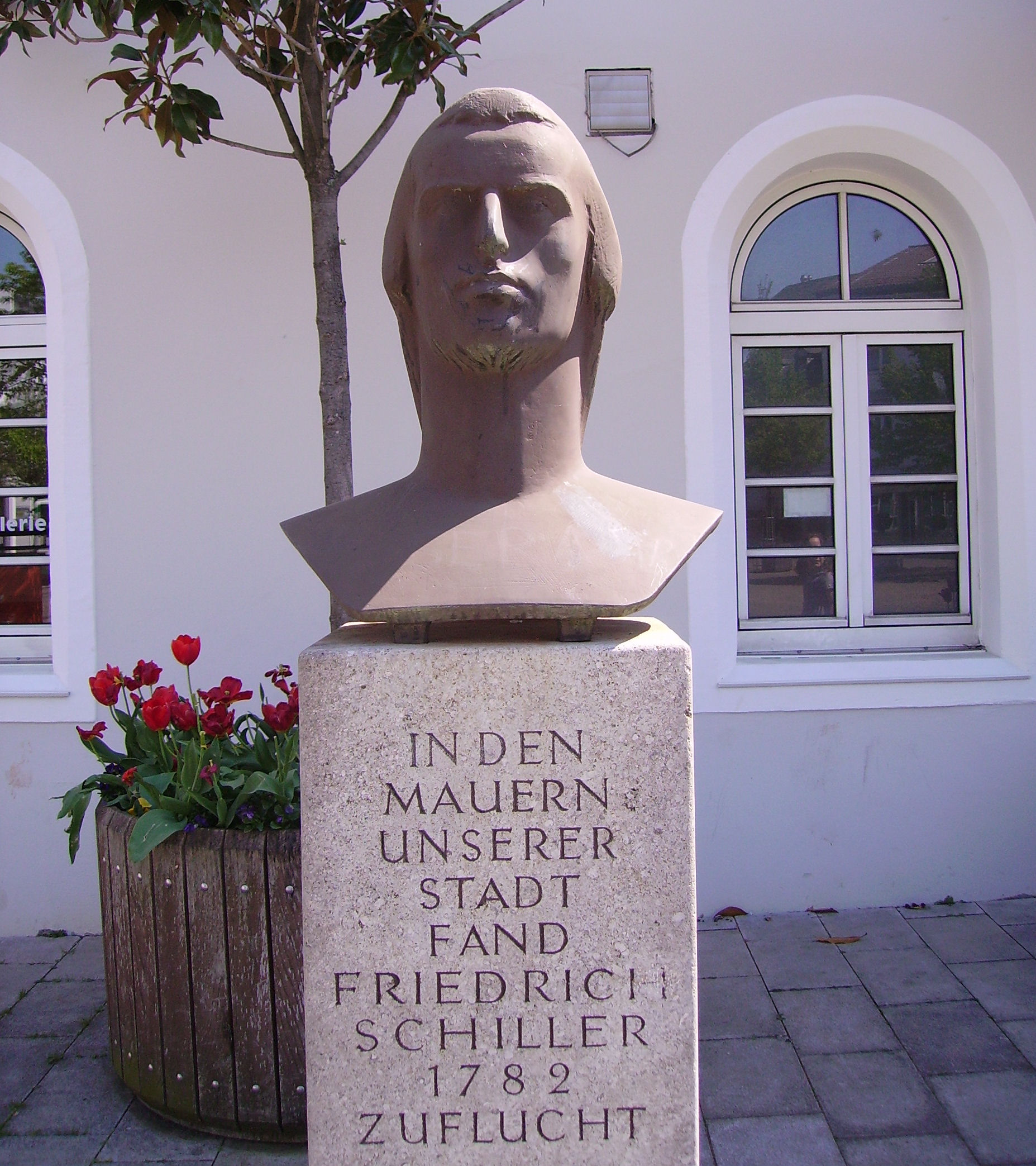
Siegles Schillerdenkmal in Oggersheim von 1955

Theo Siegle (* 1. Juli 1902 in Haßloch; † 10. April 1973 in Heidelberg) war ein deutscher Bildhauer und Medailleur.

## Leben und Werk
Theo Siegle begann ab 1922 mit einem Architekturstudium an der Technischen Hochschule Stuttgart. Seine Lehrer rieten ihm jedoch zum Studium der Bildhauerei. Er wechselte 1923 an die Akademie der Bildenden Künste Stuttgart (Professor Ludwig Habich) und 1924 an die Akademie der Bildenden Künste München (Professoren Janssen, Maximilian Dasio, Adolf Schinnerer). Er spezialisierte sich früh auf das Porträt. Schon 1926 hatte er eine Einzelausstellung in Kaiserslautern.
Von 1928 an arbeitete er freiberuflich in Ludwigshafen am Rhein, ab 1938 war er Studienrat für Kunstunterricht an einem Gymnasium in Ludwigshafen am Rhein.
Ab 1946 leitete er die Bildhauerklasse an der Werkkunstschule Saarbrücken, im gleichen Jahr gründete er gemeinsam mit sechs anderen Künstlern die Pfälzische Sezession, deren Vorsitzender er von 1957 bis 1973 war. 1954 wurde Siegle zum Professor ernannt. Von 1961 bis 1965 war er freischaffend in Saarbrücken, danach lebte er mit seiner zweiten Frau, der Malerin und Grafikerin Karin Bruns, in Heidelberg.
Er erhielt zahlreiche Ehrungen. Theo Siegle schuf ein umfangreiches Werk. Schwerpunkt war das Porträt, daneben entstanden figürliche Arbeiten, Reliefs, Medaillen (u. a. Entwurf der Max-Slevogt-Medaille) sowie viele Außenanlagen, vor allem Kriegsopferdenkmale.

## Mitgliedschaften
Pfälzischer Kunstverein, Pfälzische Sezession, Saarpfälzischer Künstlerbund, Arbeitsgemeinschaft Pfälzer Künstler, Künstlerbund Rhein-Neckar.

## Ausstellungen (Auswahl)
- 1938 bis 1944 Teilnahme an allen Großen Deutschen Kunstausstellungen in München

- 1946 bis 1973 regelmäßige Ausstellungen mit der Pfälzischen Sezession

## Gedächtnisausstellungen
- 2003 Galerie Muelder-Bruns, Heidelberg
- 2003 Zehnthaus Jockgrim
- 2004 Saarlandmuseum Saarbrücken

## Auszeichnungen
- Bundesverdienstkreuz
- 1973 Max-Slevogt-Medaille